# Jean de Vézelay
Jehan de Vézelay ou Jean de Jérusalem (1042-1119) est le prétendu auteur médiéval  d'un livre de prophéties concernant le 3e millénaire, dit Protocole secret des prophéties, publié en français en 1994 à Paris chez Jean-Claude Lattès par M. Galvieski. D'après cet ouvrage, Jean serait un Templier et aurait participé à la libération de Jérusalem en 1099, conquise vingt ans plus tôt par les Turcs.
Ces prophéties ont été traduites en allemand, reprises et commentées ensuite par d'autres auteurs, comme Jean de Mareuil qui avait publié en 1994 un autre livre intitulé "Les ultimes prophéties de Nostradamus",  (ISBN 2733904507).
Il n'existe aucune mention ou trace de ces prophéties avant leur publication française de 1994. Jean de Jérusalem et son œuvre pourraient être une invention de Galvieski, nom qui semble lui-même être un pseudonyme.

## Origine
Un certain Monsieur Galvieski (1917-1995), qui se disait russe et se donnait le titre de professeur, a publié pour la première fois en 1994 à Paris aux éditions Jean-Claude Lattès, un texte français qu'il disait être la traduction d'un manuscrit très ancien retrouvé à Moscou à la Loubianka, dans les archives du KGB, la police politique soviétique, et qui aurait été saisi à des Nazis. On ne sait rien de la date et des circonstances de cette invention. Aucun original de cette prophétie n'a été photographié ou exposé à ce jour. Ce manuscrit russe, on le dit aussi trouvé dans les archives du monastère de la Trinité-Saint-Serge à Zagorsk près de Moscou (Russie) en 1992/1993. M. Galvieski assure que les textes peuvent être datés du XIVe siècle. 
D'après M. Galvieski, selon le manuscrit de Loubianka, Jean de Jérusalem serait l'enfant du monastère bénédictin de Vézelay, fils de Bourgogne, soldat du Christ en Terre sainte, et l'un des huit fondateurs de l’ordre du Temple. Il serait un proche d'Hugues de Payns, premier grand maître de l’ordre du Temple, et serait né en Bourgogne vers 1042 et mort à Jérusalem en 1119.

D'après une autre version, il aurait été plutôt croisé et bénédictin. On assure qu'après la Première Croisade il a découvert un grand secret sur le Mont du Temple à Jérusalem, ce qui a fait de lui un prophète.
Jean de Jérusalem aurait recopié ses prophéties dans sept manuscrits au contenu identique. Trois manuscrits auraient été confiés à saint Bernard de Clairvaux qui en donne un au monastère de Vézelay. Quatre autres exemplaires auraient été dispersés chez différents destinataires. Un manuscrit retrouvé dans les archives du KGB à la Loubianka en 1992, faisait, selon les services russes, partie d'un lot d'archives allemandes saisies à Berlin, ce qui expliquerait les différentes mentions en marge qui s'y trouvent, indiquant que ce manuscrit fut saisi dans une bibliothèque juive de Varsovie (Pologne).

## Description
Ce texte est un poème prophétique millénariste en 40 parties de deux strophes chacune, reprenant en leur début toujours la même formule : « Lorsque commencera (ou ce sera le plein de) l'An Mille qui vient après L'An Mille ». Les strophes sont organisées en quintils (cinq vers). Il faut cependant noter qu'à l'inverse des autres œuvres millénaristes, sa description des temps de la fin ne contient aucun retour du Christ (parousie), aucun combat contre l'Antéchrist, aucune référence à la victoire sur le péché originel (le fruit de la tentation de Lucifer par le serpent), mais diverses promesses sur un développement psychique et physique de l'Homme lui conférant des pouvoirs divins et surnaturels ainsi qu'un accès à la sagesse et à la paix.
La première partie de cette prophétie concerne des prédictions pour le début du 3e millénaire « Lorsque commencera l'An Mille qui vient après L'An Mille », et la seconde partie annonce une ère de confiance et de foi dans une période de temps plus tardive « Lorsque ce sera le plein de l'An Mille qui vient après l'An Mille ».
L'ensemble du poème fait part des perversions et des errances auxquelles l'Homme doit succomber aux temps millénaires. Il cite tour à tour la décadence de l'union parentale, l'inceste, la pédophilie, le vol, la rançon, l'absence d'éducation, la vénalité, la régression à l'état animal, la putréfaction des vivants, la prolifération et les crimes meurtriers des infidèles, les pillages, les viols, la haine de soi, le règne secret d'un ordre noir, les déclarations de guerre et toutes sortes de dégradations et de conflits de la société et de l'être humain.
La seconde partie fait part de la sortie de cet état barbare qui voit l'unification de chacun en un même cœur, où chacun est une part infime du corps des humains qui s'unit en une seule langue (partie 31). La terre sera ordonnée (36), le corps physique des humains aura lui-même changé, devenu plus habile (34) et il sera doué de formes de télépathie (33) et même de lévitation et de capacité aquatique (33). La Femme, tenue pour apporter la douceur à cet âge d'or, imposera à l'Homme tout ce qu'elle pensera (35). Il y est dit que chacun y sera « comme un pas réglé. On saura tout du monde et de son corps. On soignera la maladie avant qu'elle n'apparaisse » (38). Ainsi, « il aura fallu la poigne ferrée pour que s'ordonne le désordre et que l'homme retrouve le bon chemin » (39). Aux deux dernières strophes l'Homme découvre que « tous les vivants sont porteurs de lumière » et apprend que cette dernière ne s'éteindra pas. Le poème a ainsi la particularité de revendiquer la devise de l'ordre par le chaos (ordo ab chao) tout autant que la référence au porteur de lumière désignant communément le titre, le nom de Lucifer. Les références qu'il peut avoir sur les secrets des anciens dieux (34), la télépathie ou les vies multiples (40) s'éloignent de la croyance catholique ainsi que des préoccupations ordinaires d'un chevalier du XIe siècle et semble se rapprocher davantage du courant New Age.

## Controverses
Ceux qui considèrent le document comme un faux avancent qu'aucun des fondateurs de l'Ordre ne se nomme Jean ou Jehan, et qu'il n'existe aucune trace du Templier "Jean de Jerusalem". Les défenseurs suggèrent qu'il y aurait eu un amalgame avec un autre ordre de cette période, comme l'ordre de Saint-Jean de Jérusalem, reconnu par le Pape Pascal II en 1113, mais présent dès 1077 Cet Ordre fut créé par Frère Gérard juste après la conquête de Jérusalem par les Croisés en 1099. Jean de Jérusalem serait alors en réalité un Hospitalier de l’ordre de Saint-Jean de Jérusalem.
Le nom de M. Galvieski qui aurait soi-disant traduit du russe en français est totalement inconnu.
L'original qui était la propriété de l'ordre du Temple, serait détenu par le Vatican. Il n'existe aucune trace de l'existence d'aucun des manuscrits invoqués, à aucune époque. Si le  prétendu manuscrit moscovite était l'un des sept autographes produits par Jean, il devrait être en ancien français. Il est étrange que le texte ait été traduit pour les lecteurs russes, dont l'Église considère les Occidentaux comme de repoussants hérétiques, et tout autant, que l'unique exemplaire de cette version se soit trouvé dans une bibliothèque juive en Pologne. En réalité le récit fait intervenir les ingrédients classiques des mythes complotistes du XXe siècle : Juifs, nazis, KGB, Vatican, manuscrits volés, archives secrètes.

Le site "Encyclopédie du paranormal" présente les prophéties de Jean de Jérusalem comme étant vraisemblablement un canular : 

« ... Il n'existe aucune trace historique de ces prophéties, pas plus qu'il n'y en a de Jean de Jérusalem/de Mareuil/de Vézelay. Celui-ci ne figure pas d'ailleurs parmi les fondateurs historiques de l'Ordre du Temple, contrairement à ce qui est affirmé dans les livres. À l'inverse, les prophéties semblent jouer sur la confusion qui existe entre Jean de Jérusalem et d'autres personnalités historiques réelles comme Jean de Vézelay, médecin de Robert II, duc de Bourgogne (XIIIe siècle) ; ou Pierre-Gérard de Martigues, fondateur de l'ordre souverain militaire hospitalier de Saint-Jean de Jérusalem (qui deviendra par la suite l'ordre de Malte) et qui possède les mêmes dates de vie et de mort (1040 - 1120 apr. J.-C.). Des partisans de l'authenticité de la prophétie ont suggéré que "Jean de Jérusalem" n'était peut-être que le surnom de Pierre-Gérard de Martigues ou d'un autre chevalier croisé ; cependant, les quelques détails de la vie de Jean de Jérusalem donnés dans la préface des livres ne correspondent à la biographie d'aucune personnalité historique connue. »